# 23355 Elephenor
23355 Elephenor è un asteroide troiano di Giove del campo greco. Scoperto nel 1960, presenta un'orbita caratterizzata da un semiasse maggiore pari a 5,2594042 UA e da un'eccentricità di 0,0608148, inclinata di 7,05392° rispetto all'eclittica.
L'asteroide è dedicato a Elefenore, re esiliato di Eubea.